# Đã đến lúc (phim 2013)
Đã đến lúc (tên gốc tiếng Anh: About Time) là phim hài lãng mạn của Anh kể về một thanh niên có khả năng đặc biệt đi ngược thời gian, những người cố gắng thay đổi quá khứ của mình để cải thiện tương lai của mình. Bộ phim do Richard Curtis đạo diễn, và các ngôi sao Domhnall Gleeson, Rachel McAdams và Bill Nighy. Nó được phát hành tại Anh vào ngày 4 tháng 9 năm 2013.

## Nội dung
Tim Lake là một anh chàng thanh niên từ Cornwall. Anh đã lớn lên trong một ngôi nhà bên bờ biển cùng với cha mình, mẹ của anh, bà Mary Lake, chú của anh ta, và em gái tự do của anh, Katherine, người được biết đến cho gia đình và bạn bè như Kit Kat. Ở tuổi 21, cha của anh đã nói với anh rằng những người đàn ông trong gia đình anh có một món quà đặc biệt đó là có khả năng đi xuyên thời gian để trở về quá khứ. Khả năng siêu nhiên này là một trong những hạn chế: Họ chỉ có thể trở về lại những nơi và thời gian họ đã có trước đó. Sau khi cha của anh không khuyến khích Tim sử dụng món quà của mình để có được tiền hoặc danh vọng, anh quyết định rằng anh sẽ sử dụng nó để cải thiện cuộc sống tình yêu của mình.
Mùa hè năm sau, người bạn của Kit Kat đến nhà để nghỉ phép với gia đình Tim. Tim ngay lập tức bị cuốn hút bởi cô và khi cô kết thúc, cô quyết định nói với cô về cảm giác của mình. Cô nói với anh rằng anh không nên đợi cho đến ngày cuối cùng, có nghĩa là nếu anh đã nói với cô trước đó, có thể có chuyện gì đó xảy ra giữa họ. Tim đi ngược thời gian và nói với Charlotte vào giữa kỳ nghỉ anh cảm thấy thế nào. Trong trường hợp này, Charlotte sử dụng lý do ngược lại chính xác, nói rằng sẽ tốt hơn nếu họ đợi cho đến ngày cuối cùng của kỳ nghỉ, và sau đó điều gì đó có thể xảy ra giữa họ. Trái tim tan nát, Tim nhận ra Charlotte không quan tâm đến anh ta và thời gian đi du lịch sẽ không làm cho anh ta có thể thay đổi suy nghĩ của mình.
Sau mùa hè, Tim chuyển đến London để theo đuổi nghề luật sư. Anh được đưa lên bởi người quen cũ của cha mình, Harry, nhà soạn kịch misanthropic. Sau vài tháng, Tim thăm nhà hàng Dans le Noir, nơi anh gặp Mary, một phụ nữ trẻ người Mỹ đang làm việc cho một nhà xuất bản. Hai người tán tỉnh trong bóng tối tại nhà hàng, và sau đó, Mary đưa cho Tim số điện thoại của cô. Tim trở về nhà khi thấy Harry đang rối trí, điên cuồng. Tim quay trở lại đúng thời điểm để đưa mọi thứ trở về đúng của nó và vở kịch đã diễn ra thành công.
Sau khi vở kịch của Harry diễn ra thành công, Tim cố gọi Mary, nhưng phát hiện ra rằng con số của cô không còn trong điện thoại di động nữa. Bằng cách trở lại thời gian để giúp Harry, Tim đã chọn một con đường mà trong buổi tối với Mary không bao giờ xảy ra. Tuy nhiên, anh nhớ lại rằng Mary đã bị ám ảnh bởi Kate Moss. Bằng cách tham dự một triển lãm của Kate Moss ở thị trấn, anh ta chạy lại tới Mary. Anh quen với cô ấy nhưng bỗng phát hiện ra cô ấy bây giờ đã có bạn trai. Tim phát hiện ra khi nào và ở đâu họ gặp, quay lại sớm và thuyết phục cô rời khỏi bữa tiệc trước khi có thể gặp bạn trai tương lai. Mối quan hệ của họ phát triển và Tim chuyển đến với Mary. Anh gặp Charlotte một cách tình cờ, và lần này cô nói với anh rằng cô sẽ quan tâm đến việc theo đuổi một mối liên hệ lãng mạn với anh. Tim và Charlotte quay ngược lại thời gian, nhận ra rằng anh thật sự yêu Mary. Anh đề nghị kết hôn; cô chấp nhận và được chào đón vào gia đình anh. Đứa con đầu tiên của họ, Posy, đã được sinh ra. Kit Kat đã không được may mắn như vậy và mối quan hệ không hạnh phúc của cô, sự nghiệp đổ vỡ, và chuốc rượu say dẫn đến cô bị thương sau khi bị tai nạn xe hơi trong cùng một ngày như sinh nhật đầu tiên của Posy.
Kit Kat bị thương nặng nhưng bắt đầu hồi phục tốt. Tim quyết định can thiệp vào cuộc sống của cô và làm như vậy bằng cách ngăn cản cô gặp bạn trai là Jimmy. Khi trở về hiện tại, anh nghĩ Posy chưa bao giờ được sinh ra và anh ta có một đứa con trai. Cha anh giải thích rằng quay trở về lại thời gian để thay đổi mọi thứ trước ngày con của họ được sinh ra như khi con của họ chưa bao giờ được sinh ra. Tim chấp nhận anh không thể thay đổi cuộc sống của Kit Kat bằng cách thay đổi quá khứ của mình nhưng anh và Mary đã giúp cô thay đổi cuộc sống của cô trong hiện tại. Cô định cư với một người bạn cũ của Tim và cô có một đứa con. Tim và Mary có một đứa con khác, một cậu bé trai.
Mary nói với Tim rằng cô ấy muốn một đứa con thứ ba. Lúc đầu, anh ta miễn cưỡng vì anh ta sẽ không thể đến thăm cha sau khi đứa trẻ chào đời nhưng ông đồng ý. Sau khi thăm cha của mình trong chín tháng tiếp theo, Tim nói với cha mình rằng anh không thể đến thăm nữa.

## Diễn viên
- Domhnall Gleeson vai Tim Lake
  - Charlie Curtis vai Young Tim
- Rachel McAdams vai Mary
- Bill Nighy vai James Lake
- Tom Hollander vai Harry Chapman
- Lindsay Duncan vai Mary Lake
- Margot Robbie vai Charlotte
- Lydia Wilson vai Kit Kat (Lake Katherine)
- Richard Cordery vai bác Desmond
- Joshua McGuire vai Rory
- Tom Hughes vai Jimmy Kincade
- Vanessa Kirby vai Joanna
- Will Merrick vai Jay
- Lisa Eichhorn vai Jean, mẹ của Mary

## Phát hành
Bộ phim ban đầu dự kiến sẽ được phát hành vào ngày 10 tháng 5 năm 2013, phát hành đã được đẩy trở lại vào ngày 1 tháng 11 năm 2013. Bộ phim được công chiếu vào ngày 8 tháng 8 năm 2013 như là một phần của bộ phim điện ảnh ngoài trời của Film4 Summer Screen tại Somerset House ở London. Nó đã được phát hành tại Vương quốc Anh vào ngày 4 tháng 9 năm 2013 và tại Hoa Kỳ trong phát hành giới hạn vào ngày 1 tháng 11 năm 2013 và phát hành rộng rãi vào ngày 8 tháng 11 năm 2013.